# Sinagoga Crosby Street di New York
Lo sinagoga Crosby Street di New York, oggi scomparsa, fu costruita nel 1834 a sostituire la sinagoga nuova Mill Street di New York, che era stata la seconda sinagoga della congregazione Shearith Israel a New York. Fu demolita nel 1860 con il trasferimento della congregazione alla nuova sinagoga Nineteenth Street di New York.

## Storia e descrizione
La congregazione Shearith Israel può vantare di essere la più antica comunità ebraica non solo di New York ma di tutti gli Stati Uniti. È la congregazione formata dai primi coloni ebrei di origine spagnola e portoghese che arrivarono nella colonia olandese di New Amsterdam (oggi New York) nel settembre 1654.
La sinagoga Crosby Street di New York fu costruita nel 1834 in sostituzione della sinagoga nuova Mill Street di New York, la quale era ormai divenuta insufficiente ai bisogni della crescente comunità newyorchese. Un'antica immagine ci mostra la nuova sinagoga come un edificio in stile neoclassico con un esterno monumentale ormai chiaramente distinguibile nella sua forma di tempietto greco. L'interno era una sala rettangolare con i matronei a balcone su tre lati sorretti da colonne ioniche, la bemah al centro e l'arca santa sulla parete orientale sotto un'edicola classica. La sinagoga aveva un'eleganza e una capienza decisamente superiori a quelle delle sinagoghe precedenti della comunità.
Nel 1860 la sinagoga fu demolita quando la congregazione si spostò ancora più lontana dall'antico centro e fu aperta la sinagoga Nineteenth Street di New York.
Niente resta a ricordo di questa sinagoga se non qualche disegno d'epoca.